# Rolls-Royce Phantom VI
De Rolls-Royce Phantom VI is een luxeauto. Hij was nog wat exclusiever dan zijn voorganger, de Rolls-Royce Phantom V. Er werden maar 374 stuks gebouwd van 1968 tot 1991. Uitgedrukt in de geldwaarde van nu zou hij meer dan € 2 miljoen kosten. Deze Rolls-Royce werd initieel aangedreven door een 6230 cc V8, een cilinderinhoud die in 1979 werd verhoogd tot 6750 cc. Die krachtbron werd gekoppeld aan een nieuwe automatische drieversnellingsbak in plaats van de voorgaande vierbak. De VI was in feite een lichte evolutie van de V. De topsnelheid lag op 166,3 km/u.

## Bekende eigenaars
- Prins Bassey van Nigeria
- Maup Caransa
- Elizabeth II van het Verenigd Koninkrijk

Huidige modellen:
Ghost ·
Spectre ·
Phantom VIII ·
Cullinan

Recente modellen:
Wraith ·
Dawn ·
Phantom VII · 
Silver Seraph ·
Corniche 2000 ·
Phantom Coupé ·
Phantom Drophead Coupé

Historische modellen na de Tweede Wereldoorlog:
Silver Wraith ·
Silver Dawn ·
Phantom IV ·
Phantom V ·
Phantom VI ·
Silver Cloud ·
Silver Shadow ·
Corniche I-IV ·
Silver Spirit/Silver Spur I-IV ·
Camargue

Historische modellen voor de Tweede Wereldoorlog:
10 HP ·
Silver Ghost ·
20/25/30 HP ·
Phantom I ·
Phantom II ·
Phantom III ·
Wraith

Conceptauto's:
100EX ·
101EX ·
200EX